# Атакама (область)
Атака́ма (исп. Atacama) — административная область на севере Чили. Включает в себя 3 провинции и 9 коммун.
Территория — 75 176,2 км². Численность населения — 286 168 жителей (2017). Плотность населения — 3,81 чел./км².
Административный центр — город Копьяпо.

## География
Область граничит:
- на севере — с областью Антофагаста
- на востоке — с Аргентиной
- на юге — с областью Кокимбо
- на западе — с Тихим океаном

Примечательный вулканический комплекс Сьерра-Невада-де-Лагунас-Бравас (высшая точка — 6173 м).
Основные реки
- Пан-де-Асукар
- Копьяпо
- Уаско
- Саладо

## История
В течение многих лет этот район был населён племенами Диагитас (исп. diaguitas). Первооткрыватель Диего де Альмагро прибыл в долину Копьяпо в 1536 году, начав здесь процесс открытия чилийских земель.
В течение колониального периода она была известна как самая северная область страны. 8 декабря 1744 г. был основан город Сан-Франциско-де-ла-Сельва, в настоящее время Копьяпо. В 1789 г. был основан по приказу губернатора Амбросио О’Хиггинса город Вальенар.
Уже в течение периода Республики (в 1832 г.) Хуан Годой открывает залежи серебра в Чаньякрильо. Благодаря этому открытию Чили превращается в одного из главных производителей этого металла в мире, что позволяет укрепиться национальной экономике. Чтобы улучшить транспортировку руды, здесь строится первая железнодорожная линия страны, связывая Копьяпо и Кальдеру.
В 1916 г. началась добыча меди в Потрерильос.

## Демография
Согласно сведениям, собранным в ходе переписи 2017 г. Национальным институтом статистики (INE),  население области составляет:
| Полное население                         | Полное население                         | Полное население                         | Полное население                         | Полное население                         | 286 168 |
| ---------------------------------------- | ---------------------------------------- | ---------------------------------------- | ---------------------------------------- | ---------------------------------------- | ------- |
| в том числе:                             | Городское население                      | 260 520                                  | Процент городского населения, %          | 91,04                                    |         |
|                                          | Сельское население                       | 25 648                                   | Процент сельского населения, %           | 8,96                                     |         |
|                                          | Мужское население                        | 144 420                                  | Процент мужского населения, %            | 50,47                                    |         |
|                                          | Женское население                        | 141 748                                  | Процент женского населения, %            | 49,53                                    |         |
| Плотность населения, чел./км²            | Плотность населения, чел./км²            | Плотность населения, чел./км²            | Плотность населения, чел./км²            | Плотность населения, чел./км²            | 3,81    |
| Население области в % к населению страны | Население области в % к населению страны | Население области в % к населению страны | Население области в % к населению страны | Население области в % к населению страны | 1,63    |

| Динамика изменения населения области | Динамика изменения населения области | Динамика изменения населения области | Динамика изменения населения области |
| ------------------------------------ | ------------------------------------ | ------------------------------------ | ------------------------------------ |
| 1992                                 | 2002                                 | 2012                                 | 2017                                 |
| 230 873                              | 254 336▲                             | 292 054▲                             | 286 168▼                             |

## Важнейшие населенные пункты[6]
| №  | Населённый пункт  | Населённый пункт (исп.) | Категория | Население чел. (2002) | На карте                        |
| -- | ----------------- | ----------------------- | --------- | --------------------- | ------------------------------- |
| 1  | Копьяпо           | Copiapó                 | город     | 125 983               | 27°22′06″ ю. ш. 70°19′20″ з. д. |
| 2  | Вальенар          | Vallenar                | город     | 43 750                | 28°34′36″ ю. ш. 70°45′24″ з. д. |
| 3  | Кальдера          | Caldera                 | город     | 12 776                | 27°04′05″ ю. ш. 70°49′10″ з. д. |
| 4  | Чаньяраль         | Chañaral]]              | город     | 12 086                | 26°20′45″ ю. ш. 70°36′59″ з. д. |
| 5  | Эль-Сальвадор     | El Salvador             | город     | 8697                  | 26°14′47″ ю. ш. 69°37′34″ з. д. |
| 6  | Тьерра-Амарилья   | Tierra Amarilla         | город     | 8578                  | 27°28′05″ ю. ш. 70°15′55″ з. д. |
| 7  | Диего-де-Альмагро | Diego de Almagro        | город     | 7951                  | 26°23′29″ ю. ш. 70°02′46″ з. д. |
| 8  | Уаско             | Huasco                  | город     | 6445                  | 28°27′59″ ю. ш. 71°13′15″ з. д. |
| 9  | Фрейрина          | Freirina                | город     | 3469                  | 28°30′34″ ю. ш. 71°04′47″ з. д. |
| 10 | Лос-Лорос         | Los Loros               | поселок   | 1068                  | 27°49′53″ ю. ш. 70°06′30″ з. д. |
| 11 | Эль-Саладо        | El Salado               | город     | 1029                  | 26°25′20″ ю. ш. 70°19′09″ з. д. |
| 12 | Порталь-дель-Инка | Portal del Inca         | город     | 1026                  | 26°16′42″ ю. ш. 69°35′28″ з. д. |
| 13 | Домейко           | Domeyko                 | поселок   | 924                   | 28°57′17″ ю. ш. 70°53′32″ з. д. |

## Административное деление
| Административное деление области Атакама | Административное деление области Атакама |                     |
| --- | ---------------------------------------- | ------------------- |
| \| Провинция \| Админ. центр \| Коммуна \| \| ----------- \| ------------ \| ------------------- \| \| 1 Чаньяраль \| Чаньяраль \| 1 Чаньяраль \| \| 1 Чаньяраль \| Чаньяраль \| 2 Диего-де-Альмагро \| \| 2 Копьяпо \| Копьяпо \| 3 Кальдера \| \| 2 Копьяпо \| Копьяпо \| 4 Копьяпо \| \| 2 Копьяпо \| Копьяпо \| 5 Тьерра-Амарилья \| \| 3 Уаско \| Вальенар \| 6 Альто-дель-Кармен \| \| 3 Уаско \| Вальенар \| 7 Фрейрина \| \| 3 Уаско \| Вальенар \| 8 Уаско \| \| 3 Уаско \| Вальенар \| 9 Вальенар \| |                                          |                     |
| Провинция | Админ. центр                             | Коммуна             |
| 1 Чаньяраль | Чаньяраль                                | 1 Чаньяраль         |
| 1 Чаньяраль | Чаньяраль                                | 2 Диего-де-Альмагро |
| 2 Копьяпо | Копьяпо                                  | 3 Кальдера          |
| 2 Копьяпо | Копьяпо                                  | 4 Копьяпо           |
| 2 Копьяпо | Копьяпо                                  | 5 Тьерра-Амарилья   |
| 3 Уаско | Вальенар                                 | 6 Альто-дель-Кармен |
| 3 Уаско | Вальенар                                 | 7 Фрейрина          |
| 3 Уаско | Вальенар                                 | 8 Уаско             |
| 3 Уаско | Вальенар                                 | 9 Вальенар          |